# Lijst van voetbalinterlands Nederland - Rusland (vrouwen)
Deze lijst van voetbalinterlands is een overzicht van alle voetbalwedstrijden tussen de nationale vrouwenteams van Nederland en Rusland. Nederland en Rusland hebben zes keer tegen elkaar gespeeld. De eerste wedstrijd was op 4 november 1995 in Koog aan de Zaan. 

## Wedstrijden
| № | Plaats                | Datum             | Competitie           | Wedstrijd           | Uitslag |
| - | --------------------- | ----------------- | -------------------- | ------------------- | ------- |
| 1 | Koog aan de Zaan      | 4 november 1995   | EK 1997 kwalificatie | Nederland − Rusland | 1 − 1   |
| 2 | Selyatino             | 18 mei 1996       | EK 1997 kwalificatie | Rusland − Nederland | 0 − 1   |
| 3 | Almere                | 22 november 2006  | Vriendschappelijk    | Nederland − Rusland | 5 − 0   |
| 4 | Nicosia               | 5 maart 2009      | Vriendschappelijk    | Rusland − Nederland | 1 − 2   |
| 5 | Moskou                | 13 augustus 2009  | Vriendschappelijk    | Rusland − Nederland | 1 − 0   |
| 6 | San Pedro del Pinatar | 24 januari 2017   | Vriendschappelijk    | Rusland − Nederland | 0 − 4   |
| 7 | Eindhoven             | 8 oktober 2019    | EK 2021 kwalificatie | Nederland − Rusland | 2 − 0   |
| 8 | Moskou                | 18 september 2020 | EK 2021 kwalificatie | Rusland − Nederland | 0 − 1   |

## Samenvatting
| Competitie        | Totaal gespeeld | Winst Nederland | Gelijk | Winst Rusland | Doelsaldo Nederland – Rusland |
| ----------------- | --------------- | --------------- | ------ | ------------- | ----------------------------- |
| EK-kwalificatie   | 4               | 3               | 1      | 0             | 5 − 1                         |
| Vriendschappelijk | 4               | 3               | 0      | 1             | 11 − 2                        |
| Totaal            | 8               | 6               | 1      | 1             | 16 − 3                        |